# 아랍 연합 공화국
아랍 연합 공화국(아랍어: الجمهورية العربية المتحدة Al-Jumhūrīyah al-ʿArabīyah al-Muttaḥidah, 알줌후리야 알아라비야 알무타히다[*], UAR, 영어: United Arab Republic)은 1958년 2월 22일 이집트와 시리아가 통합하여 수립된 나라이다. 1961년 9월 28일에 시리아가 탈퇴했고 1971년 9월 2일을 기해 소멸되었다.

## 역사
1956년 수에즈 위기를 계기로 아랍 세계, 특히 이집트와 시리아에서는 범아랍주의 여론이 형성되었다. 아랍 세계에서 영웅으로 추앙받았던 이집트의 가말 압델 나세르 대통령은 아랍권의 통일 국가 수립을 구상했다. 시리아의 바트당은 이집트와의 단일 국가를 수립하자고 제안했다.
1958년 2월 22일 이집트의 가말 압델 나세르 대통령이 시리아의 정치, 군사 지도자들과 함께 단일 국가 수립에 합의하면서 수립되었다. 이는 아랍권 국가의 통일을 실행에 옮긴 최초의 성과이다. 1961년 9월 28일 이집트가 아랍 연합 공화국에서 우위를 점하고 있던 것에 대해 불만을 갖고 있던 시리아 군부, 시리아 바트당이 군사 쿠데타를 일으키면서 시리아는 아랍 연합 공화국에서 탈퇴하게 된다.
시리아가 아랍 연합 공화국에서 탈퇴한 뒤에도 이집트의 가말 압델 나세르 대통령은 시리아의 아랍 연합 공화국 복귀, 또는 다른 아랍권 국가의 추가 가입 가능성이 있다고 판단하여 국호를 계속 아랍 연합 공화국으로 두었지만 시리아의 아랍 공화국의 복귀, 아랍권 국가들의 아랍 연합 공화국 추가 가입은 성사되지 않았다.
1971년 9월 2일 이집트의 안와르 사다트 대통령이 국호를 이집트 아랍 공화국으로 바꾸기로 결정하면서 아랍 연합 공화국은 소멸되었다.

## 교육
아랍 연합 공화국의 교육 법제는 학교제도의 근대화와 초등교육 의무제를 규정하고 6세에 시작하도록 하였다. 공립학교는 전부 무상교육이었다. 교육행정은 지방분권화되어 문부성(文部省)은 실질적인 권한과 책임을 지방교육 행정당국에 위임하였다. 학교체제는 6년제의 초등학교, 3년제의 하급 및 상급 중등학교, 고등교육기관 등으로 되었다. 또 중등학교는 하급·상급 외에 보통과정과 직업과정으로 구분되었다. 그리고 초등교원 양성학교는 하급보통중등학교 졸업 후 5년간의 과정을 이수하게 되어 있었다. 중등교육 단계를 졸업한 자에게는 대학입학 자격이 부여되었으며, 기술계 중등교육 수료자는 고등기술교육기관으로 진학할 수 있다. 아랍연방의 고등교육기관으로는 국립대학이 4개교, 공·사립을 합한 대학이 32개교, 그 밖에 15개교의 고등교원 양성기관이 있었다. 또 1천 년의 전통을 가진 알아즈하르 대학교가 있는데, 그 하부기관으로는 보통교육체제와 초등·중등학교 체제가 있었다.
아랍 연합 공화국 정부는 1961년에 고등교육성(高等敎育省)을 발족시키는 등 고등교육 발전을 위해 많은 노력을 기울였다. 문부성은 공립학교 및 보조금을 받는 사립학교의 커리큘럼을 규정하였으며, 여성교육은 몇 개 교과를 제외하고는 남성과 같은 교육과정을 적용하도록 하였다. 아랍인은 유치원을 포함한 400여 개 국립학교에 약 7만 5천 명의 학생을 수용하였고, 종교 단체나 기타 기관에 의해 경영되는 90여 개 사립학교에 만 4천 명을 취학시켰다. 당시의 취학률은 소년이 95%, 소녀가 75%로, 위임통치시의 각각 65% 및 15%에 비하여 많은 발전을 하였다.

## 같이 보기
- 아랍 공화국 연방
- 아랍 연방
- 아랍 합중국
- 아랍 이슬람 공화국